# Trolejbusy w Cieplicach

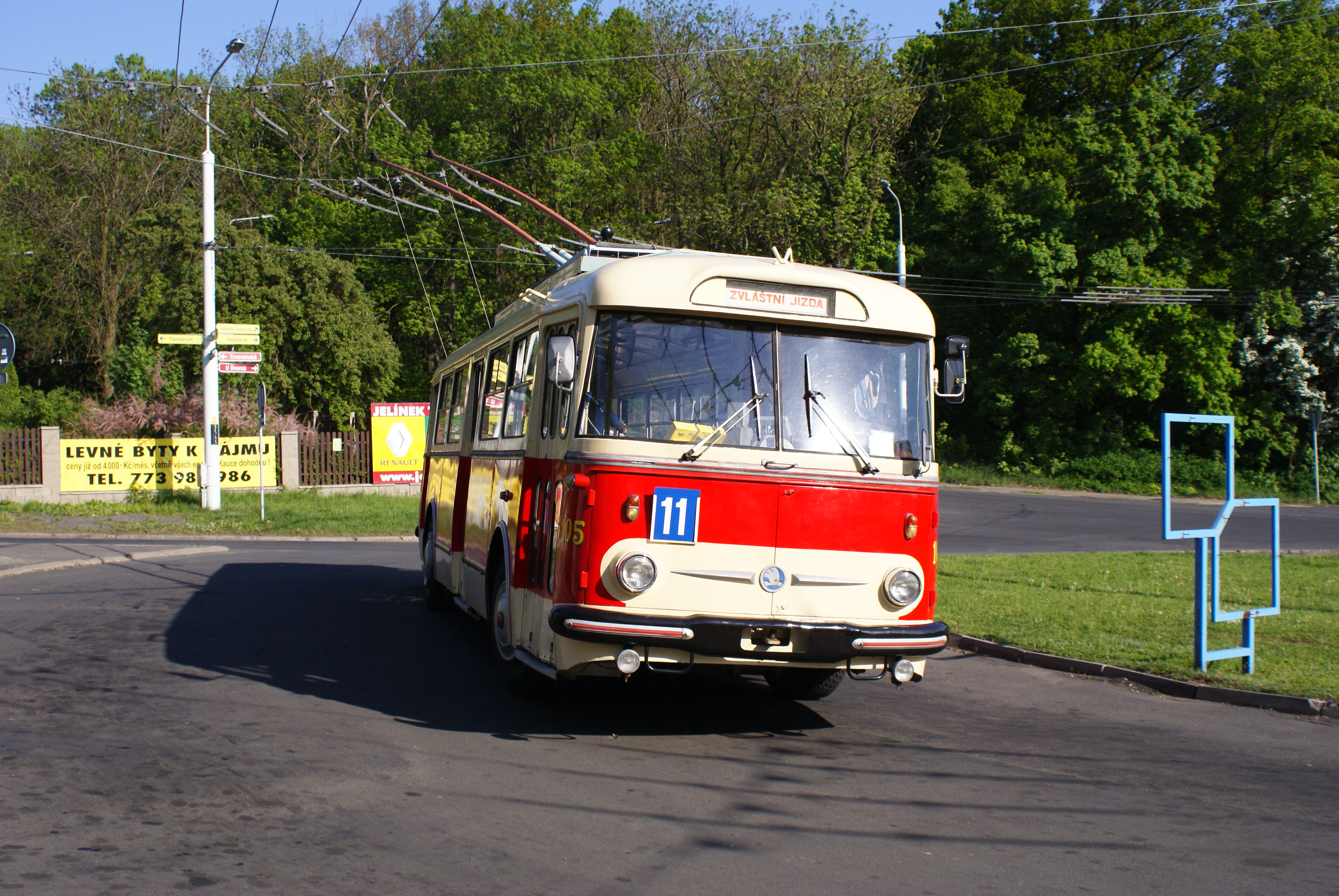
Historyczny trolejbus Škoda 9Tr

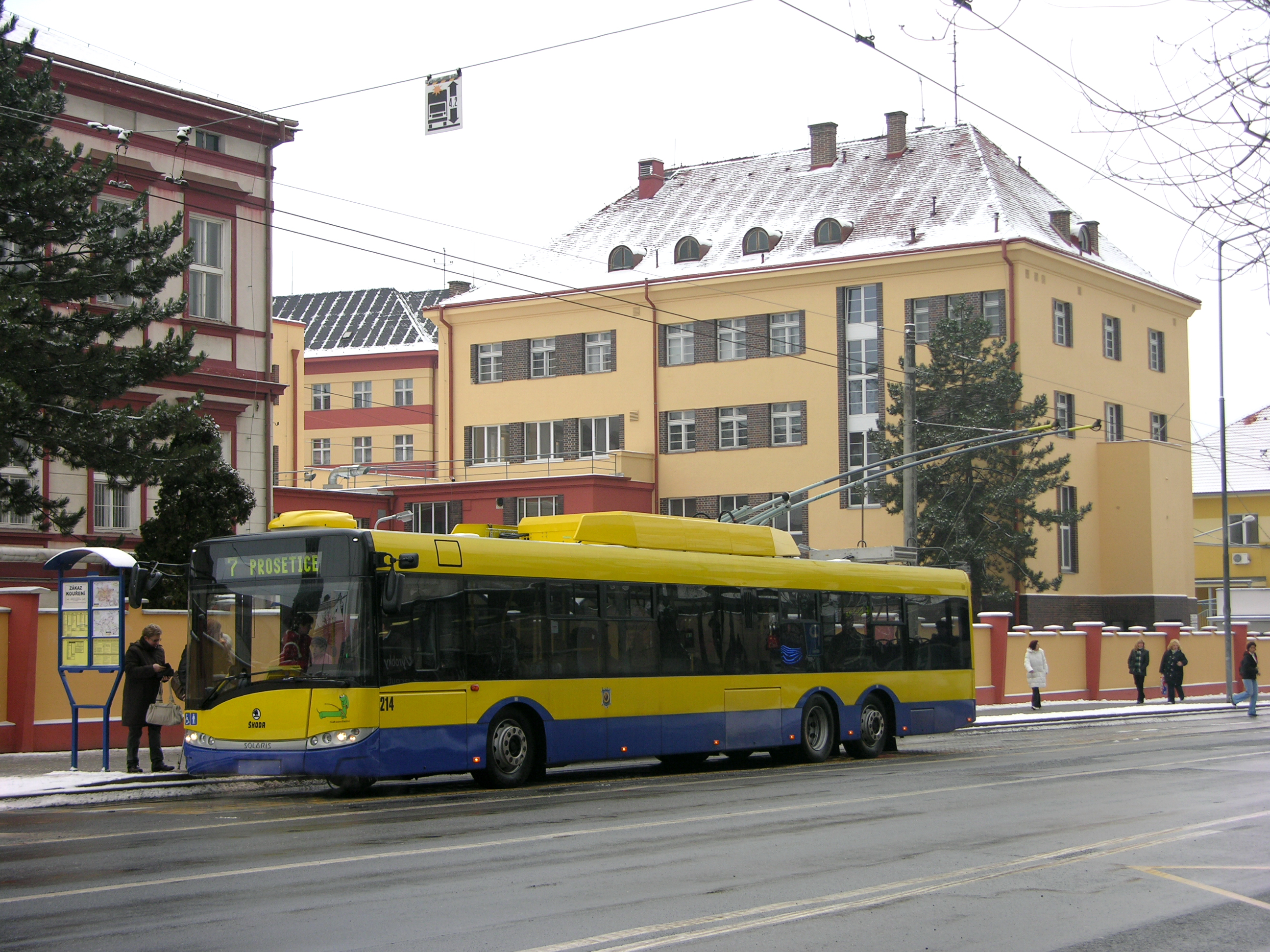
Trolejbus Škoda 28Tr Solaris

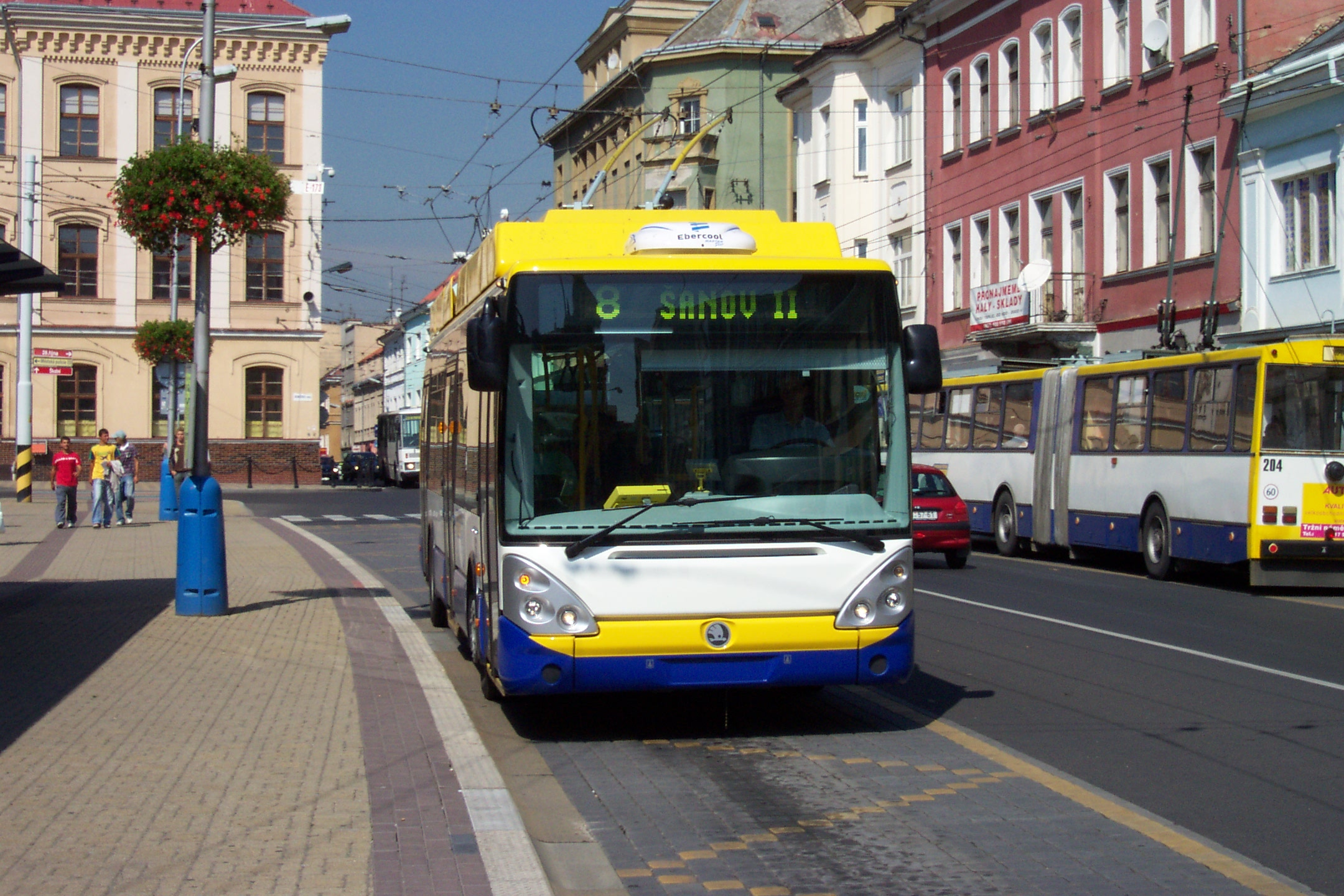
Trolejbus Škoda 14Tr

Trolejbusy w Cieplicach − system komunikacji trolejbusowej działający w czeskim mieście Cieplice.

## Historia
Pierwsze plany budowy sieci trolejbusowej w Cieplicach pochodzą z 1948. Wówczas planowano budowę dwóch linii: 
- A: dworzec kolejowy − Zámecké náměstí − Laubeho náměstí − Nové lázně − Trnovany − Sobědruh
- B: Benešově náměstí − Lesní bránu − Pozorky

Planów tych nigdy nie zrealizowano. Kolejny plan budowy sieci trolejbusowej opracowano w 1950. W ramach tych planów zamierzano wybudować linie do Pozorky i Sobědruh oraz dwie kolejne linie:
- Hlavní nádraží - Benešovo náměstí - Šanov - Jankovcova ulice - Hlavní nádraží
- Benešovo náměstí - Školní ulice - Bílinská ulice - Valy - Laubeho náměstí - Benešovo náměstí

Ostatecznie projekt ten przyjęto do realizacji z kilkoma zmianami. Pierwsze trolejbusy w Cieplicach uruchomiono 1 maja 1952. Początkowo uruchomiono jedną linię o nr 11, która była obsługiwana przez 3 trolejbusy. W 1955 opracowano plan, który określił kierunek polityki transportowej w Cieplicach. Zgodnie z nim komunikacja tramwajowa powinna zostać zlikwidowana i zastąpiona przez komunikację trolejbusową. Wkrótce rozpoczęto budowę linii z Rooseveltova náměstí w Řetenicích do Městské sály. Otwarcie tej trasy nastąpiło 1 marca 1956. Wówczas w mieście były 3 linie trolejbusowe:
- 2: Rooseveltovo náměstí - Benešovo náměstí - Městské sály
- 3: Rooseveltovo náměstí - Hlavní nádraží - Městské sály
- 4: Benešovo náměstí - Šanov

Linia 4 to dawna linia nr 11. Do obsługi 3 linii w mieście było 8 trolejbusów. Kolejną nową linię trolejbusową otwarto 18 listopada 1957, była to trasa zaczynająca się na Rooseveltova náměstí a kończyła się w Újezdečku. Nową trasę zaczęła obsługiwać linia nr 3, która kursowała z Městských sálů. W 1959 otwarto linię trolejbusową w ulicy 28. října. W 1962 otwarto podmiejską linię do Novosedlic. W 1967 otwarto linię trolejbusową od Červeného kostela Masarykovou i od Modlanskou ulicí do Trnovany ČSAD. W 1970 zbudowano linię od Šanova I do Panorámu. W 1978 zlikwidowano linię trolejbusową pomiędzy Červeného kostela i ČSAD. Wówczas planowano także budowę nowej zajezdni trolejbusowej pomiędzy Řetenicemi a Hudcovem. 4 czerwca 1984 otwarto linię Městské sály - Zemská. W 1987 otwarto linię od Červeného kostela Masarykovou i Modlanskou ulicí do Somet. W 1989 otwarto linię do osiedla w Proseticích. Wkrótce zbudowano także linię od Sometu Trnovanskou ulicí do Sochorova (obecnie Šanov II). W 1991 otwarto kolejną linię: Hlavního nádraží − Jateční ulicí − szpital. Linia ta miała stanowić odciążenie dla głównej trasy w mieście. 6 sierpnia 1993 wstrzymano kursowanie trolejbusów do Šanov I, powodem zawieszenia kursów był zły stan sieci. Linię ponownie otwarto 16 lutego 1994. Podmiejską linię do Novosedlic zlikwidowano 1 stycznia 1996. 1 stycznia 1997 otwarto trasę: Sochorova - Panoráma (obecnie Šanov II - Panorama).

## Linie
Obecnie w Cieplicach istnieje 9 linii trolejbusowych:
- 1: NOVÁ VES − (Třešňovka) − Benešovo náměstí − Plavecká hala − Šanov II − SOMET
- 2: ŘETENICE, TOLSTÉHO − Nemocnice − Benešovo náměstí − Trnovany − ANGER
- 3: ŠANOV I LÁZNĚ − Pražská − Benešovo náměstí − Hlavní nádraží − Trnovany − Šanov II − PANORAMA/PANORAMA − Šanov  II − Masarykova − Hlavní nádr. − Benešovo nám. − Pražská − ŠANOV I LÁZNĚ
- 4  PANORAMA − Plavecká hala − Benešovo nám. − Nemocnice − (ŘETENICE, TOLSTÉHO)
- 5: ŘETENICE, TOLSTÉHO − Nemocnice − Benešovo náměstí − Trnovany − ŠANOV II
- 7: ŘETENICE, TOLSTÉHO − Nemocnice − Benešovo náměstí − Pražská − PROSETICE
- 10: NOVÁ VES − Benešovo náměstí − Trnovany − ANGER
- 11: NOVÁ VES – Třešňovka – Nemocnice –Benešovo náměstí − Trnovany − Šanov II – PANORAMA (linia historyczna)

## Tabor
Obecnie w Cieplicach eksploatowanych jest 47 trolejbusów:
- Škoda 24Tr Irisbus − 7 trolejbusów
- Škoda 28Tr Solaris − 6 trolejbusów
- Škoda 26Tr Solaris − 6 trolejbusów
- Škoda 25Tr Irisbus − 2 trolejbusy
- SOR TN12A − 1 trolejbus

Trolejbus SOR TN12A został wyprodukowany w 2008.
W latach wcześniejszych eksploatowano trolejbusy typów:
| Tpy       | Lata eksploatacji | Uwagi                        |
| --------- | ----------------- | ---------------------------- |
| Škoda 7Tr | 1952−1974         |                              |
| Škoda 8Tr | 1957−1980         |                              |
| Škoda 9Tr | 1962−1995         | 1 zachowany jako historyczny |